# Otiothops luteus
Otiothops luteus là một loài nhện trong họ Palpimanidae. Loài này được phát hiện ở Brasil.